# Cheria
Cheria è un comune dell'Algeria, situato nella provincia di Tébessa.